# 鮎ノ瀬橋
鮎ノ瀬橋（鮎之瀬橋、あゆのせはし）は、岐阜県関市の長良川にかかる岐阜県道290号上野関線の橋。現在の橋は2代目である。
この橋はかつて国道418号に指定されていた。1994年（平成6年）に小瀬バイパスが完成し、国道418号は約1,000m下流の鮎ノ瀬大橋に移る。

## 概要
- 供用開始：1968年（昭和43年）
- 延長：171.0 m
- 橋梁形式：鋼鉄製トラス橋
- 所在地：岐阜県関市小瀬 - 関市池尻

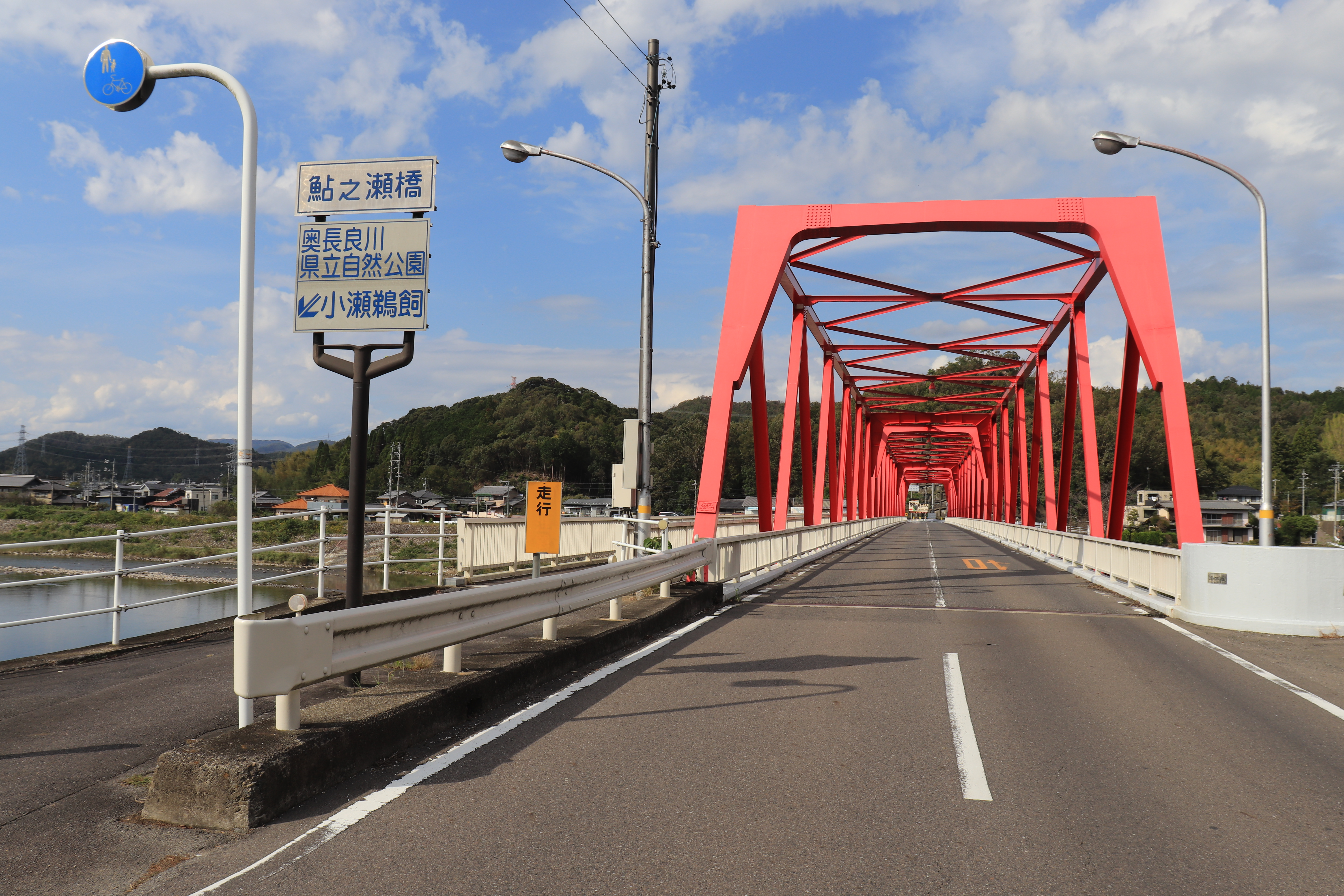
左岸から望む鮎ノ瀬橋 片側1車線の車道と下流側に歩道

## 沿革
- 1926年（大正15年） - 初代の鮎ノ瀬橋（鮎之瀬橋）が完成する。木造吊り橋で主塔はRC構造。長さ43.1m、幅3.6m。
- 1965年（昭和40年）9月21日 - 老朽化が原因で吊り鋼が破損。橋が傾き通行禁止となる。岐阜国体の開催を控えていたこともあり、急遽渡船を運航することとなる。
- 1968年（昭和43年） - 現在の橋が完成する。

## その他
- 小瀬鵜飼（関市で行なわれる鵜飼い 岐阜市の長良川鵜飼と同じく、宮内庁式部職である鵜匠によって行われている御料鵜飼）はこの鮎ノ瀬橋の上流で行なわれる。
- 2018年（平成30年）上期NHK連続テレビ小説『半分、青い。』で、ヒロイン楡野鈴愛（永野芽郁）と萩尾津（佐藤健）が、糸電話の実験をするロケ地として使われた。
- 2022年（令和4年）、水難事故が多発していると、岐阜県が注意喚起を行っている[1]。

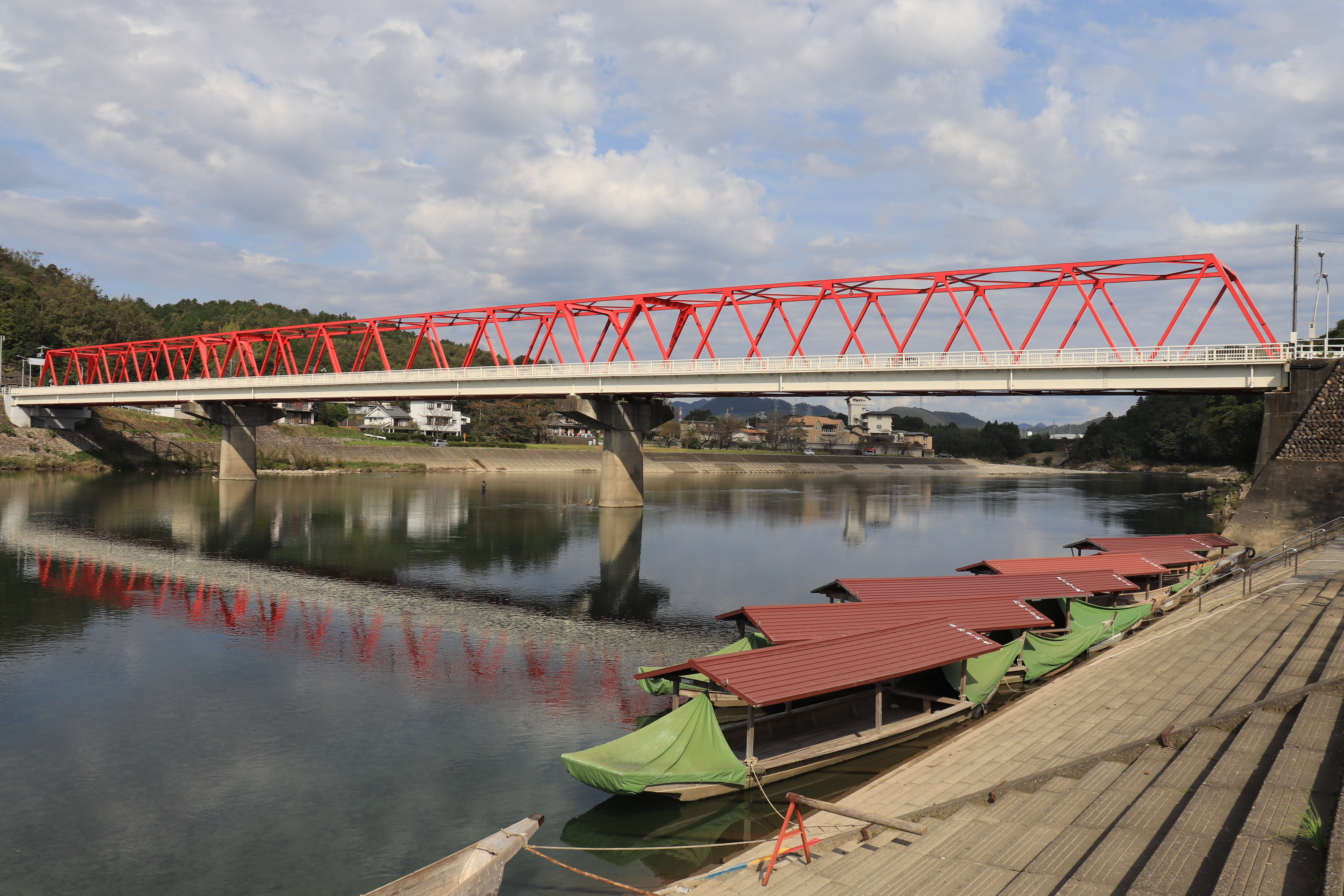
鮎ノ瀬橋と小瀬鵜飼の遊覧船
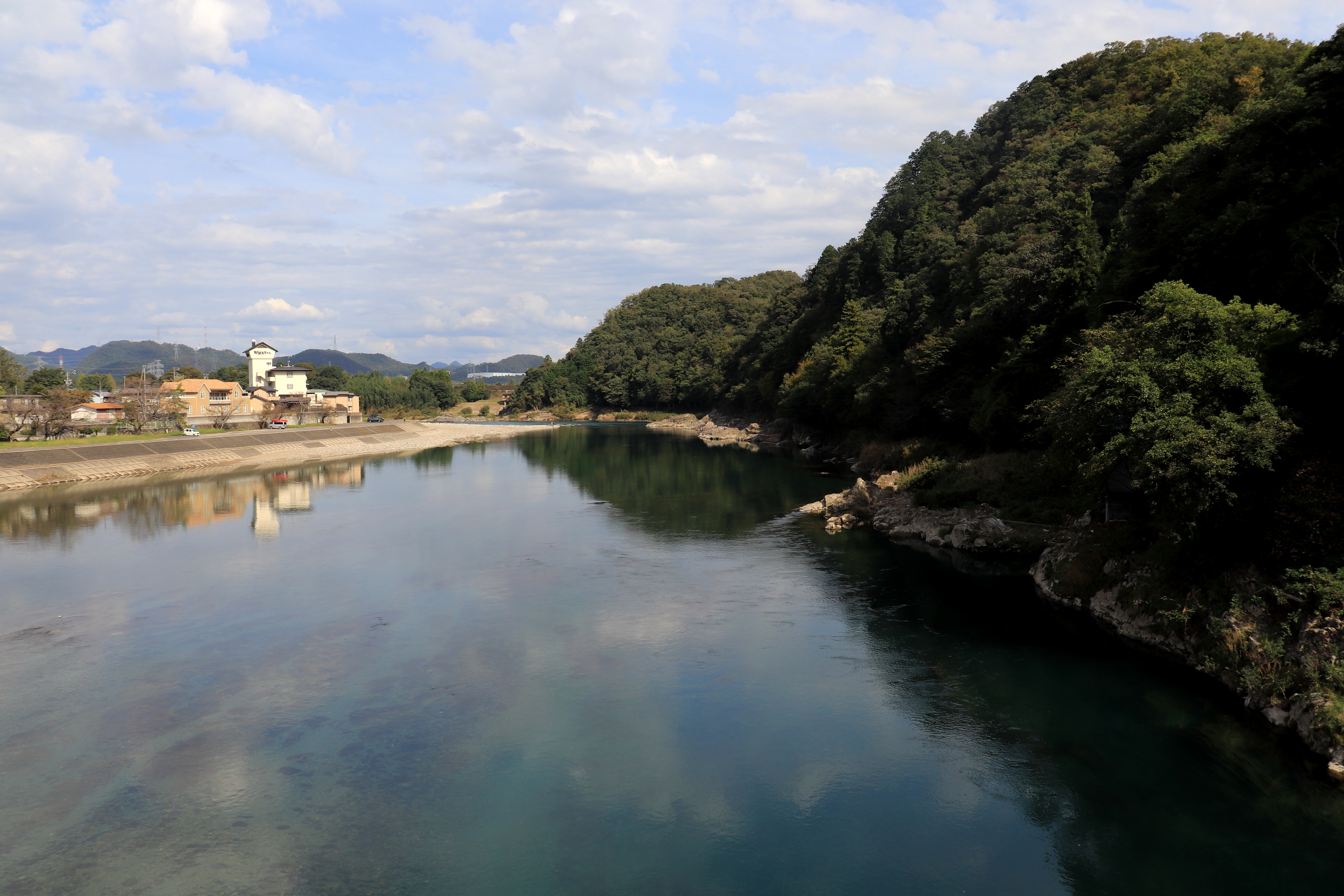
鮎ノ瀬橋から望む長良川の上流側、この流域で小瀬鵜飼が行われている